# Seemannschaft

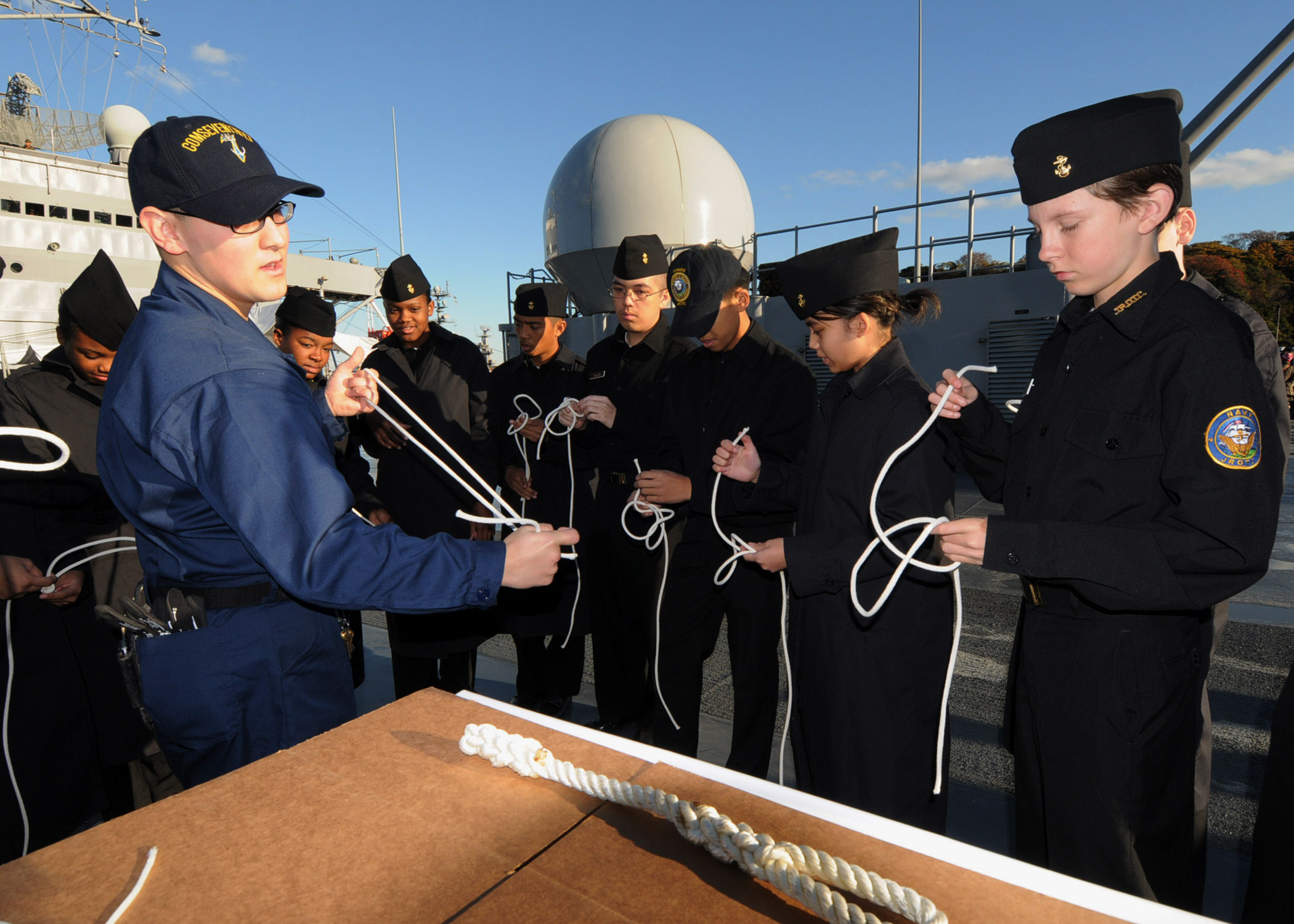
Kadetten lernen das Knüpfen von Knoten

Unter Seemannschaft versteht man die Fertigkeiten, die ein Seemann zur praktischen Handhabung eines Wasserfahrzeuges beherrschen muss. Die Anforderungen an einen Seemann, und insbesondere an den verantwortlichen Schiffsführer, sind sehr vielseitig. Sie variieren dabei je nach der Art des Schiffes, dem Fahrtgebiet, dem Wetter und Seegang, Fähigkeiten und Anzahl der Besatzung sowie zwischen Berufsschifffahrt und Sportschifffahrt.
Die Aufgaben für den Skipper einer Freizeityacht sind dabei nicht unbedingt einfacher als die eines Kapitäns eines Ozeandampfers. Ersterer hat zwar das viel kleinere Schiff, kann dafür aber oft nicht auf eine eingespielte und kompetente Besatzung zählen, die ihn bei Problemen hilfreich unterstützt. Der Schiffsführer muss physisch und psychisch den Anforderungen gewachsen sein, denn er trägt die Verantwortung für Schiff, Besatzung und Passagiere.
Für die Erlangung von Schiffsführerausweisen werden – je nach zu erlangendem Fahrtgebiet (Binnenseen, Küstengewässer, Hochsee) – Kenntnisse in verschiedenen der hier aufgeführten Fähigkeiten verlangt.

## Das Schiff und seine Ausrüstung
Am Anfang guter Seemannschaft steht die Kenntnis des eigenen Schiffes, der Fachbegriffe für seine Teile und für die Ausrüstung. Effizientes Führen eines Schiffes erfordert, dass jedes Mannschaftsmitglied mit diesen Begriffen vertraut ist, um mit knappen Anweisungen die richtigen Aktionen kommandieren zu können und keine Missverständnisse aufkommen zu lassen. Kenntnis der Bestandteile und der Ausrüstung ist auch deshalb wichtig, weil ein Schiff weite Strecken allein zurücklegt und bei technischen Defekten nicht ohne weiteres Hilfe herbeigerufen werden kann. So müssen auch Notfall-Reparaturen wie das Abdichten eines Lecks oder das Instandsetzen der Maschine von der Besatzung ausgeführt werden können.
Die Kenntnisse und Fähigkeiten im Umgang, Handhabung und Reparatur von Trossen, Festmachern und anderen Leinen wird in Anlehnung an das wichtigste Werkzeug des Taklers „Marlspieker-Seemannschaft“ genannt.
Zur Kenntnis des Schiffes gehören die Eigenschaften des Rumpfes. Diese werden durch seine Form, seine Dimensionen und seine Baumaterialien bestimmt. Wichtig sind dabei besonders die Eigenschaften, die die Manövrierbarkeit beeinflussen: Länge und Breite des Schiffes bestimmen die möglichen Anlegestellen und seine maximale Geschwindigkeit, der Tiefgang ist für die sichere Navigation in Küstennähe bedeutsam. Ein Segelschiff hat einen Kiel oder ein Schwert, das die Kursstabilität beeinflusst und zudem der Krängung entgegenwirkt.
Bedeutsam ist sodann die Ruderanlage und die Decksausrüstung sowie bei Segelschiffen das Rigg. Auf Berufsschiffen finden sich hier Installationen, mit denen die zu befördernde Ladung an Bord genommen, für die Fahrt gesichert und wieder gelöscht werden kann. Im Steuerstand – bei Yachten auch Cockpit oder Plicht genannt – findet sich Rad oder Pinne für die Steuerung des Schiffes.
Der Staat, unter dessen Flagge ein Schiff fährt, bestimmt die Sicherheitsausrüstung, die ein Schiff einer bestimmten Größe mitführen und einsatzbereit halten muss. Der Schiffsführer ist dafür verantwortlich, dass Rettungsinseln, Lifebelts, Signalraketen, Feuerlöscher und Ähnliches einsatzbereit sind. Entsprechend den Regeln guter Seemannschaft (siehe unten) muss der Schiffsführer darauf bestehen, dass bei gewissen Wetterbedingungen Rettungswesten oder Lifebelts auch getragen werden.

## Manöverkunde

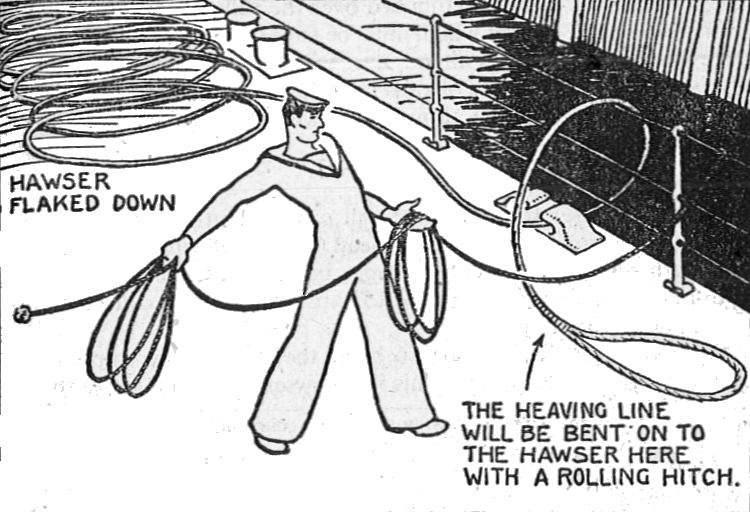
Illustration zum Werfen der Leinen beim Anlegen (Seaman's Pocket-Book, 1943)

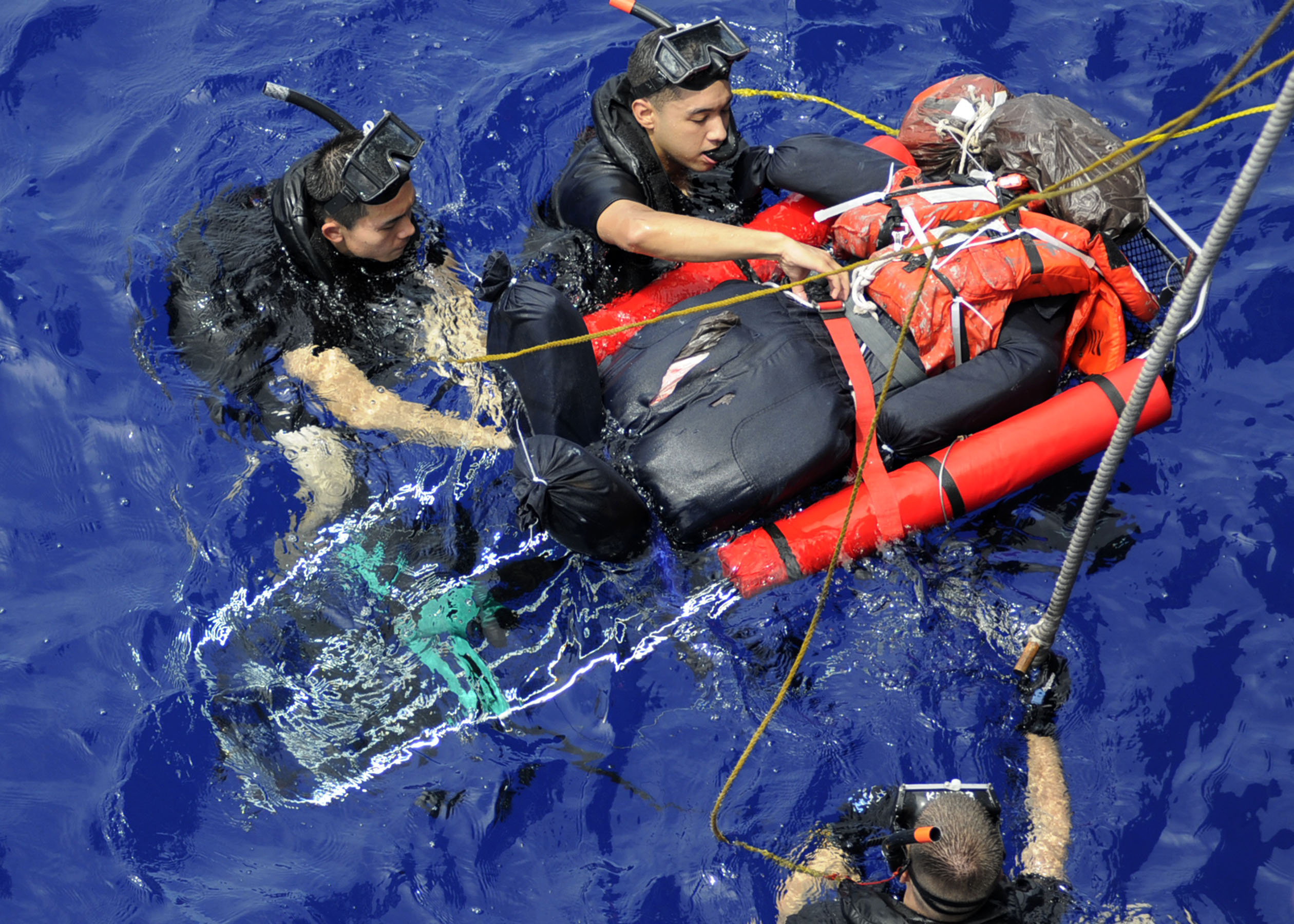
Notfallübung an Bord der USS Blue Ridge

Zu guter Seemannschaft gehört es, das Schiff sicher und präzise manövrieren zu können. Zu den wichtigen Manövern zählen das Ablegen, das Anlegen und das Ankern. Bei Segelschiffen müssen diese Manöver sicher unter Motor und unter Segeln durchgeführt werden können, dazu kommen die verschiedenen reinen Segelmanöver wie Reffen, Wenden und Halsen. Schließlich gehören zur Manöverkunde auch Seenotmanöver, darunter besonders die verschiedenen Mann-über-Bord-Manöver, die sich ebenfalls wieder in verschiedene Kategorien einteilen lassen, je nach Größe des Schiffes, aktueller Antriebsart und Kurs zum Wind. Selbstverständlich muss der Schiffsführer die Kollisionsverhütungsregeln kennen. Diese sind die zentralen Verkehrsregeln auf See und enthalten beispielsweise auch die verschiedenen Seenot-Zeichen, die ein havariertes Schiff geben kann.

## Nautisches Wissen und Können

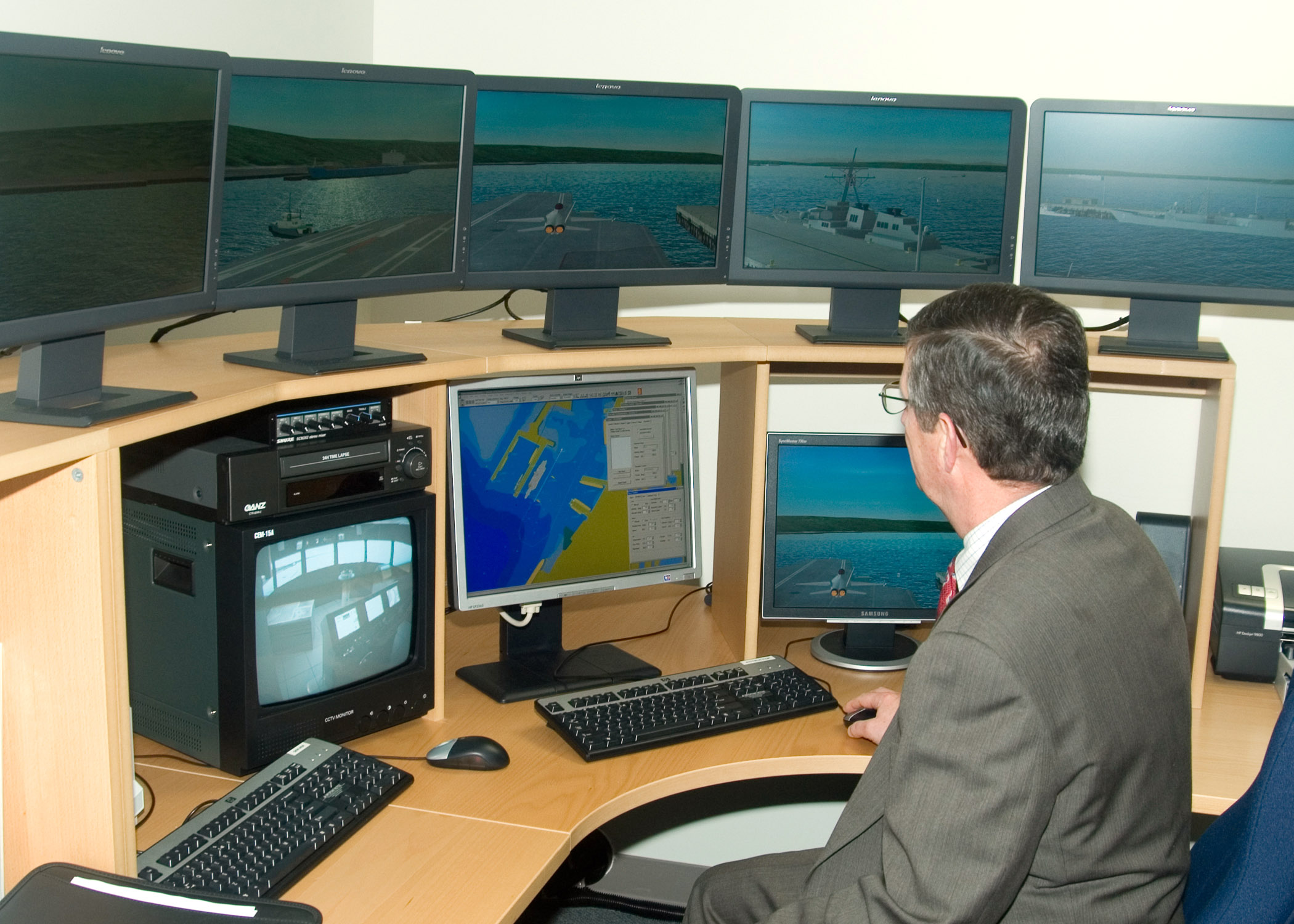
Navigationsübung am Simulator

Zentrale Aufgabe des Schiffsführers ist die Navigation, das heißt das sichere Führen des Schiffes zum gewünschten Zielort. Durch Satellitennavigation und elektronische Seekarten wurde diese Aufgabe zwar in den letzten Jahren deutlich vereinfacht, dennoch muss ein Schiffsführer mit der herkömmlichen Papierkarte umgehen können und in der Lage sein, eine Ortsbestimmung ohne elektronische Hilfsmittel vorzunehmen. Zur Erlangung von Ausweisen für Schiffsführer gehört die Navigation mit Papierkarte als wesentlicher Bestandteil zur Ausbildung, besonders für jene Ausweise, die für die Fahrt zur See berechtigen. Die astronomische Navigation mittels Sextant hat heute an Bedeutung verloren, wird aber teilweise noch geprüft. Neben der Positionsbestimmung ist auch die Planung der Reise Aufgabe des Navigators, damit Untiefen oder andere Gefahren sicher gemieden werden.
Zum sicheren Festmachen von Booten und bei Segelschiffen auch zum Betrieb ist die Kenntnis einiger Knoten unerlässlich. Hilfreich kann es sein, auch das Spleißen von Leinen zu beherrschen.
Zur Bedienung einer Seefunkanlage (nicht auf allen Schiffen vorgeschrieben) muss ein entsprechendes Funkbetriebszeugnis erworben werden.

## Medizin
Ein Schiff kann Tage oder gar Wochen allein auf See unterwegs sein. Falls ein Unglück passiert und sich jemand verletzt oder jemand an Bord krank wird, kann es sehr lange dauern, bis Hilfe eintrifft oder ein Hafen angelaufen werden kann. Es ist deshalb unerlässlich, dass sich jemand an Bord mit Erster Hilfe auskennt und geeignete Verbände und Medikamente an Bord sind.

## Wetterkunde
Das Wetter spielt bei der Seefahrt eine entscheidende Rolle. Stürme stellen auch für große Schiffe nach wie vor eine nicht zu unterschätzende Gefahr für Mannschaft und Ladung dar. Andererseits ist für eine Reise mit einem Segelschiff Wind Voraussetzung. Deshalb obliegt es der Schiffsführung, permanent Wettervorhersagen einzuholen sowie eigene Wetterbeobachtungen anzustellen und damit die Wetterentwicklung einzuschätzen. So kann rechtzeitig einer Gefahr vorgebeugt werden, etwa indem ein Hafen angelaufen wird, eine Alternativroute gesucht oder das Schiff für Schwerwetter vorbereitet wird (Ladung besonders gut sichern, kleinere Segel setzen etc.).

## Nautische Etikette

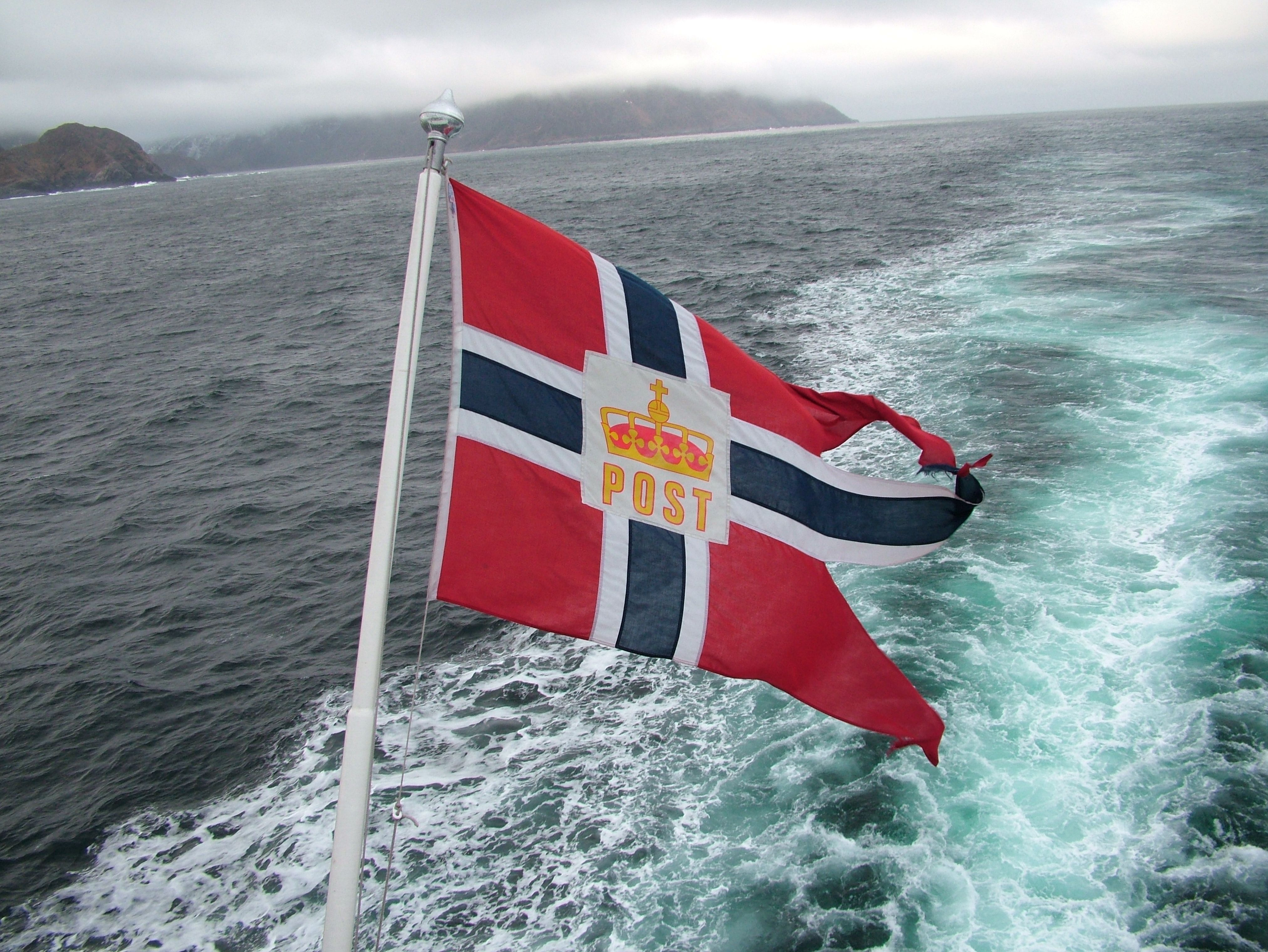
Die Finnmarken führt die Flagge als norwegisches Postschiff am Heck

Auf See und in Häfen gibt es einige Verhaltensregeln, die von vielen Wassersportlern traditionell eingehalten werden. Zu diesen Gebräuchen gehört es etwa, die Nationalflagge des Bootes/Schiffes tagsüber am Heck gehisst zu haben und die Flagge des Gastlandes, also des Landes, in dem man sich gerade aufhält, unter der Steuerbordsaling oder am Aufbau eines Motorschiffes zu zeigen (siehe Flaggenführung). Fender während der Fahrt außenbords hängen zu haben, gilt vor allem bei vielen Seglern als verpönt.

## Weitere Kenntnisse
Neben den oben erwähnten Kenntnissen kommen einige weitere hinzu, die an Bord eines Schiffes benötigt werden. So muss der Kapitän oder Skipper seine Mannschaft führen und ihre Stärken und Schwächen kennen. Seine Persönlichkeit ist auf dem Schiff entscheidend für die Stimmung und das Befinden der Besatzung. Bei der Berufsschifffahrt ist er zudem für die Einhaltung des Arbeitsrechtes verantwortlich.
Zum Wohlbefinden der Besatzung trägt auch eine richtige und ausreichende Ernährung bei. Die Zeiten von Skorbut sind zwar vorbei, dennoch ist es auch heute noch keine einfache Aufgabe, eine Yacht für eine längere Seereise mit Proviant zu beschicken. Eine Atlantiküberquerung in einem Segelboot dauert drei bis vier Wochen, auf dem Pazifik kann die nächste Einkaufsmöglichkeit auch hundert Tage weg sein, wenn man sich im Südsee-Traumrevier Zeit lässt.
Berufsseeleute werden im Ladungsdienst geschult, Nautiker müssen zudem die Stabilitätsrechnung für die verschiedenen Beladungs- und Ballastzustände des Schiffes beherrschen.

## Regeln guter Seemannschaft
„Regeln guter Seemannschaft“ ist ein juristischer Begriff und wird in Gerichtsverfahren verwendet zur Beurteilung einer verantwortungsvollen Handlungsweise unter Berücksichtigung üblicher Praxis zur Vermeidung von Schäden und Gefahren. Er bezieht sich meistens auf die Kollisionsverhütungsregeln. Dort ist die Rede von „Vorsichtsmaßnahmen, welche allgemeine seemännische Praxis oder besondere Umstände des Falles erfordern.“
Gemeint sind damit Vorsichtsmaßnahmen, die über die gesetzlich vorgeschriebenen Regeln hinausgehen, wie beispielsweise das Tragen von Rettungsweste und Lifebelt bei schwerer See oder eine vorausschauende Reiseplanung (in der Sportschifffahrt auch Törnplanung genannt), die mögliche Wetteränderungen mit einplant. Obwohl diese Begriffe nur durch Fallbeispiele aus der Praxis definiert sind, haben sie bei Entscheidungen von Seeämtern fast Gesetzescharakter. Eine Rolle bei der Beurteilung von „Regeln guter Seemannschaft“ spielen neben dem gesunden Menschenverstand vor allem Sicherheitsempfehlungen wie die Broschüre „Sicherheit im See- und Küstenbereich“ des Bundesamtes für Seeschiffahrt und Hydrographie (mittlerweile ersetzt durch die Broschüre „Sicherheit auf dem Wasser - Wichtige Regeln und Tipps für Wassersportler“ herausgegeben 2023 vom damaligen Bundesministerium für Verkehr und digitale Infrastruktur). Auch klassische Verhaltenskodizes in Notlagen, wie „Frauen und Kinder zuerst!“ und „Der Kapitän geht als Letzter von Bord“, werden hierzu gezählt.